# De Oud-Rotterdammer

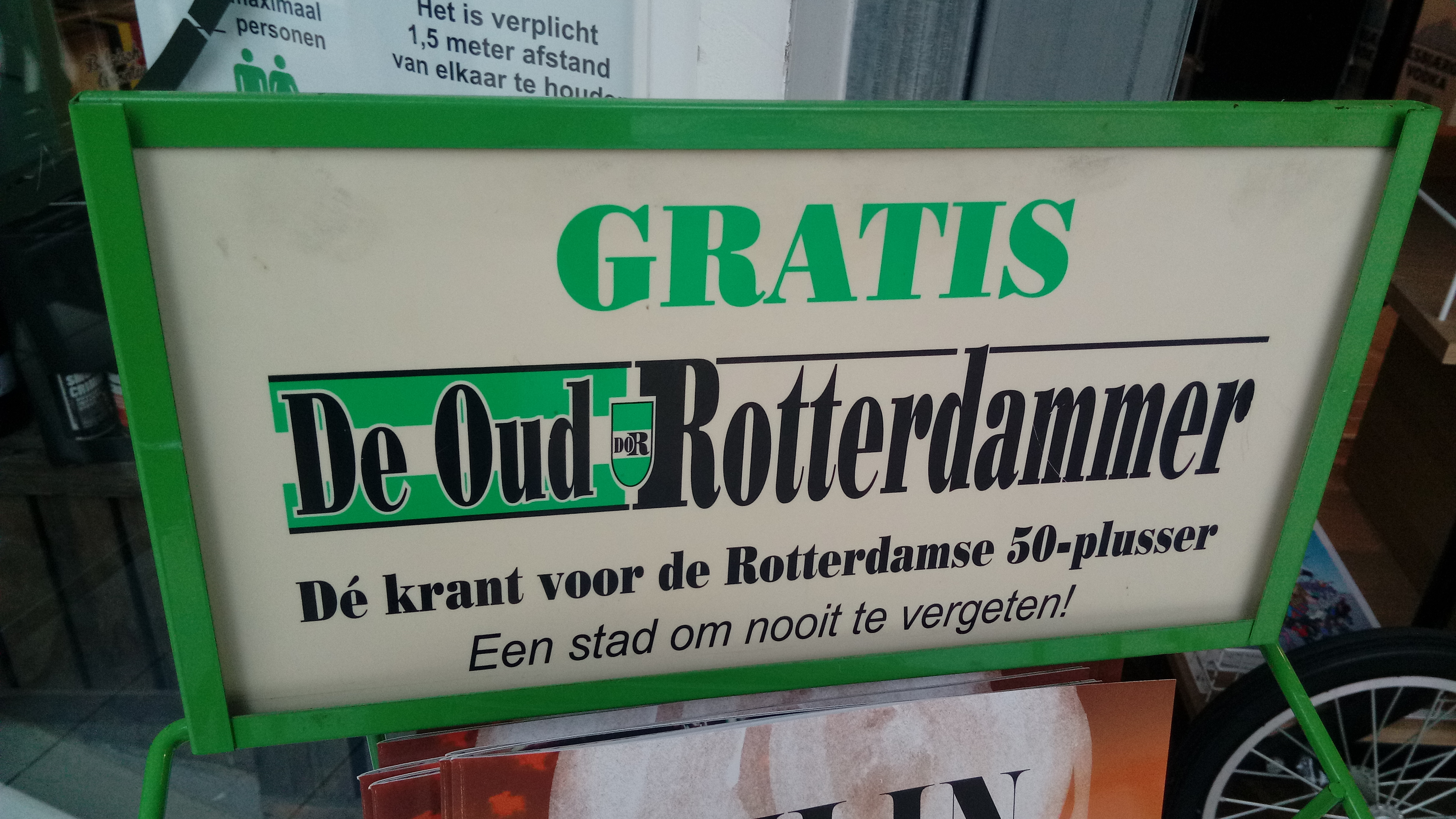
De Oud-Rotterdammer

De Oud-Rotterdammer is een gratis krant speciaal voor 50-plussers die om de twee weken in een oplage van 122.000 exemplaren verschijnt. De verantwoordelijke uitgever is De Oude Stad B.V.
De krant gaat voornamelijk over de geschiedenis van het naoorlogse Rotterdam. Er staan verhalen en foto's van vroeger in. De krant wordt grotendeels gevuld met verhalen die door de lezers worden ingezonden, naast bijdragen van enkele vaste rubriekschrijvers. Een populaire rubriek is Oproepjes, waarin lezers oude bekenden zoeken en daarbij vaak succes boeken. De lezersverhalen berusten voornamelijk op het geheugen van de schrijvers, die hun belevenissen op papier zetten. De krant beoogt die lezers een moment terug te voeren naar hun jonge jaren in de stad waarin zij opgroeiden en schetst zo een tijdsbeeld.
Gerard Cox schrijft in zijn Cox-columns over Rotterdam. De ene keer over gebeurtenissen in het verleden en dan weer over het heden. Ook schrijft hij over bekende Rotterdamse liedjes.
De Oud-Rotterdammer is alleen in de regio Rijnmond verkrijgbaar bij supermarkten, wijkgebouwen, boekhandels en dergelijke. Verder is de krant ook online te lezen in PDF-formaat.
De krant is populair bij 50-plussers en senioren.